# Scotty Beckett
Pour les articles homonymes, voir Beckett.
Scotty Beckett, né Scott Hastings Beckett le 4 octobre 1929 à Oakland (Californie), et mort le 10 mai 1968 à Los Angeles, est un enfant acteur des années 1930 et 1940.

## Biographie
Il joua, entre autres, aux côtés de Spencer Tracy, Fredric March, Errol Flynn, Greta Garbo, Norma Shearer, Cary Grant... Mais il sombre dans l'alcoolisme, l'abus de drogues et est incarcéré à diverses reprises.
Il meurt à 38 ans d'une overdose de barbituriques.

## Filmographie partielle
- 1934 : Le Ministère des amusements (Stand Up and Cheer!) de Hamilton MacFadden
- 1935 : Poursuite (Pursuit) d'Edwin L. Marin
- 1935 : Griseries (I Dream Too Much) de John Cromwell
- 1936 : La Charge de la brigade légère de Michael Curtiz
- 1937 : Life Begins with Love de Ray McCarey
- 1937 : Le Cœur en fête (When You're in Love) de Robert Riskin et Harry Lachman
- 1938 : Marie-Antoinette, de W. S. Van Dyke
- 1938 : Surprise Camping (Listen, Darling), d'Edwin L. Marin
- 1939 : L'Étrange Rêve de Charles Vidor
- 1940 : Mon épouse favorite (My favorite wife) de Garson Kanin
- 1942 : Le Fruit vert (Between Us Girls) de Henry Koster
- 1944 : Ali Baba et les Quarante Voleurs (Ali Baba and the Forty Thieves) d'Arthur Lubin
- 1944 : La Passion du docteur Hohner (The Climax) de George Waggner
- 1945 : Junior Miss de George Seaton
- 1946 : Her Adventurous Night de John Rawlins
- 1950 : Voyage à Rio (Nancy goes to Rio) de Robert Z. Leonard
- 1950 : Années de jeunesse (The Happy Years) de William A. Wellman